# Mark Rolston
Pour les articles homonymes, voir Rolston.
Mark Rolston est un acteur américain né le 7 décembre 1956 à Baltimore, Maryland (États-Unis).

## Biographie
Au cinéma, on l'a vu dans Aliens, le retour où il incarne le soldat Drake, puis dans le rôle de Hans dans L'Arme fatale 2, du sadique Bogs Diamond dans Les Évadés,  de l'Agent du FBI Warren Russ dans Rush Hour, dans le rôle de Timothy Delahunt dans Les Infiltrés et dans le rôle de Dan Erickson dans Saw 5 et Saw 6.  
Il a joué aussi dans les films : Weeds, Survival Quest, Prancer, RoboCop 2, L'Effaceur, Daylight, Pluie d'enfer, Lettres à un tueur, Highway et Midway. 
Il a fait plusieurs apparitions dans les séries : X-Files : Aux frontières du réel, Alias, 24 Heures chrono, Star Trek: Enterprise, Angel, Profiler, Mentalist, Les Experts, Supernatural, Les Experts : Miami, Hawaii 5-0, Cold Case et Ahsoka.
Depuis 2010, il prête sa voix au personnage de DC Comics Lex Luthor dans la série d'animation Young Justice. En 2012, il campe le capitaine Andrew Del Rio dans le jeu de tir à la première personne Halo 4. Il reprend le personnage de Lex Luthor en 2013 dans le jeu de combat Injustice: Gods Among Us. La même année et toujours dans l'univers DC Comics, il prête sa voix à l'assassin  Deathstroke dans le jeu Batman: Arkham Origins, troisième volet de la franchise Batman: Arkham. Il reprend le personnage en 2015 dans la suite Batman: Arkham Knight ainsi qu'en 2018 dans le jeu Lego DC Super-Villains,. Toujours en 2018, il campe le personnage de Marvel Comics Norman Osborn dans le jeu vidéo Marvel's Spider-Man . 
En 2024, il prête sa voix au personnage de Jim Gordon dans le jeu vidéo Batman: Arkham Shadow disponible sur Meta Quest 3 (en). 

## Filmographie

### Cinéma

#### Films
- 1986 : Aliens, le retour (Aliens) : 1re classe Mark Drake
- 1987 : Le Quatrième Protocole (The Fourth Protocol) : Décodeur russe
- 1987 : Weeds de John D. Hancock  : Dave
- 1989 : A Sinful Life : Teresa
- 1989 : L'Arme fatale 2 (Lethal Weapon 2) de Richard Donner : Hans
- 1989 : Survival Quest : Jake
- 1989 : Prancer : Herb Drier, boucher
- 1990 : Double Jeu (Impulse) : Homme au bar
- 1990 : RoboCop 2 d'Irvin Kershner : Stef
- 1993 : Body (Body of Evidence) : Inspecteur Reese
- 1994 : Scanner Cop : Lieutenant Harry Brown
- 1994 : Les Évadés (The Shawshank Redemption) : Bogs Diamond
- 1995 : The Set Up : Ray Harris
- 1996 : Best of the Best 3 (Best of the Best 3: No Turning Back) : Donnie Hansen
- 1996 : L'Effaceur (Eraser) : J. Scar
- 1996 : Daylight : Dennis Wilson
- 1996 : Humanoïde : Terreur Abyssale : Bill Taylor
- 1998 : Pluie d'enfer (Hard Rain) : Wayne Bryce
- 1998 : Lettres à un tueur (Letters from a Killer) : O'Dell
- 1998 : I Woke Up Early the Day I Died : Vendeur de hot-dogs
- 1998 : Rush Hour : Agent spécial Warren Russ
- 1999 : Le Prix du doute (A Table for One) : Tom Bernard
- 2002 : Highway de James Cox : Burt Miranda
- 2002 : Cathedral : Robert
- 2002 : Déroute (Highway) : Burt Miranda
- 2005 : Miracle at Sage Creek : Capitaine Johnson
- 2006 : Les Infiltrés (The Departed) : Timothy Delahunt
- 2007 : Asylum : The Doctor
- 2008 : Saw 5 : Dan Erickson
- 2009 : Saw 6 : Dan Erickson
- 2013 : Crosshairs : Brill
- 2019 : Midway : Ernest King

### Télévision

#### Téléfilms
- 1984 : The First Olympics: Athens 1896: Étudiant de Princeton
- 1997 : George Wallace: Ricky Brickle
- 2002 : Impact imminent (Scorcher): Agent spécial Kellaway
- 2005 : Puzzle (Chasing Ghosts): Frank Anderson
- 2015 : Whitney Houston: destin brisé (Whitney) : Clive Davis

#### Séries télévisées
- 1980 : Bomber X ("Ekkusu bonbâ") : John Lee (Bigman Lee) (voix)
- 1984 : Maître du jeu ("Master of the Game") : Attendant
- 1985 : Displaced Person : Bodine
- 1987 : Un flic dans la mafia (Wiseguy) : Renaldo Sykes
- 1988 : Steal the Sky : Colonel Bukharine
- 1989 : Perry Mason: The Case of the Lethal Lesson : Vic Hatton
- 1989 : The Lady Forgets
- 1990 : Émeutes en Californie : Officier Zekanis
- 1992 : Les Anges de la crime (en) (Angel Street)
- 1992 : The Comrades of Summer: Voronov
- 1993 : Black Widow Murders: The Blanche Taylor Moore Story : O'Keefe
- 1993 : La Condamnation de Catherine Dodds (The Conviction of Kitty Dodds) : Charlie Dodds
- 1994 : X-Files (épisode Le Musée rouge) : Richard Odin
- 1996 : Humanoids from the Deep : Bill Taylor
- 1997 : The Legend of Calamity Jane : Bill Doolin (voix)
- 1998 : De la Terre à la Lune (From the Earth to the Moon) : Astronaute Gus Grissom
- 1998 : Profiler : Donald Lucas
- 1999 : Aftershock : Tremblement de terre à New York (Aftershock: Earthquake in New York) : Bruce Summerlin, Co. 51
- 2000 : The '70s
- 2001 : Angel (Argent sale) Boone (saison 2, épisode 12)
- 2001 : Alias (Série télévisée) : saison 1, épisode 3)
- 2003 : Star Trek: Enterprise (Enterprise) : Kuroda Lor-ehn (saison 2, épisode 17)
- 2004 : 24 Heures chrono : Agent Foxton (épisodes 22 et 23)
- 2006 : Les Experts : Miami : Agent Glen Cole
- 2007 : Cold Case : Ari Gordon
- 2008 : Mentalist : Inspecteur Blackely
- 2009 : Les Experts : Sheriff
- 2009 : Supernatural : Alastair
- 2018-2021 : Bosch : le lieutenant Thorne (9 épisodes)
- 2020 : Hawaii 5-0 : Colonel O'Donnell (saison 10, épisode 14)
- depuis 2022 : Bosch: Legacy : le lieutenant Thorne (5 épisodes - en cours)
- 2023 : Ahsoka : capitaine Hayle (saison 1, épisode 1)

#### Série d'animation
- depuis 2010 : Young Justice : Lex Luthor, Jonathan Kent, Sumaan Harjavti, Hro Talak, le Haut-Père et Antinoös
- 2017-2018 : Voltron: Legendary Defender : Kolivan et le général Herreh
- 2022 : Star Wars: Tales of the Jedi : le sénateur Dagonet (saison 1, épisode 2)

### Jeux vidéo
- 2012 : Halo 4 : le capitaine Andrew Del Rio
- 2013 : Batman: Arkham Origins : Deathstroke
- 2013 : Injustice: Gods Among Us : Lex Luthor
- 2015 : Batman: Arkham Knight : Deathstroke
- 2016 : Fallout 4 - Nuka-World : Porter Gage
- 2018 : Marvel's Spider-Man : Norman Osborn
- 2018 : Lego DC Super-Vilains : Deathstroke
- 2019 : Tom Clancy's The Division 2 : le président Andrew Ellis
- 2020 : Marvel's Spider-Man: Miles Morales : Norman Osborn
- 2024 : Batman: Arkham Shadow : Jim Gordon